# 车建新
车建新（1966年6月18日—）是一位中国企业家，红星美凯龙创始人。

## 生平
1966年生于中华人民共和国江苏省常州市，1986年，车建新开始第一次创业。他借资600元创办了手工作坊，制作新款家具。。1987年，创办青龙木器厂，是红星美凯龙的雏形。
1991年，车建新投资100多万元创办常州市及周边地区的第一家大型家具专营商场——“红星家具城”。此后不到两年，他在常州又创办了5家红星家具城，走上了连锁化经营的道路；1994年6月27日，车建新注册资金10000万人民币，创立常州红星家具集团，主营家具制造、加工以及销售；2007年起，担任红星美凯龙董事局主席、执行总裁、首席执行官以及总经理。
2003年6月19日和7月18日，长沙红星美凯龙和上海红星美凯龙梅陇店相继开业，这是红星集团与沃尔玛、欧倍德(OBI)、海尔家居、大连万达达成品牌战略联盟后的第一次联手，也是中国家居业与世界大商业卖场的首度合作；2015年6月26日，红星美凯龙正式登陆港交所，在A股排队等候IPO多年未果的红星美凯龙终于上市；2016年5月13日，红星美凯龙发布A股首次公开发行股票招股说明书，宣布开启A股市场第二次IPO征程。
2017年7月，车建新宣布升级企业的新零售系统，称“从今以后，红星美凯龙不再有线上团队线下团队之分，集团2万多名员工都是互联网员工”。车建新表示，生产企业不走智能化，就跟不上形势；流通企业不走新零售，一定死路一条。
2023年8月，在建发系入主红星美凯龙后，车建新不再担任红星美凯龙董事长，改由建发股份董事长郑永达担任。
2025年5月，车建新被云南省监察委员会立案调查并实施留置措施。

## 荣誉及奖项
2016年《福布斯》中国富豪排行榜中，车建新以34亿美元身价，位居第54位。